# 위례푸른초등학교
위례푸른초등학교는 대한민국 경기도 성남시 수정구 창곡동에 있는 공립 초등학교이다.

## 연혁
- 2016. 2. 1 위례푸른초등학교 사용 승인
- 2016. 3. 1 위례푸른초등학교 개교(1~6학년 7학급)
- 2016. 3. 1 초대 나미경 교장 부임
- 2016. 3. 1 위례푸른초등학교 병설유치원 개원(일반 3학급)
- 2026. 3. 1 개교 10주년